# Xstrata
Xstrata plc (LSE: XTA) — швейцарская горнодобывающая компания. Штаб-квартира — в городе Цуг, столице одноимённого кантона Швейцарии.

## Собственники и руководство
Основной акционер — Glencore International. Генеральный директор — Мик Дэйвис.
В начале февраля 2012 года стало известно о том, что владельцы Xstrata договорились о её слиянии со швейцарским трейдинговым гигантом Glencore International путём обмена акциями (на этот момент Glencore уже принадлежало 34 % акций Xstrata). В случае завершения сделки, как предполагается, будет создан крупнейший в мире экспортер угля для электростанций и ведущий производитель меди. Нынешние акционеры компаний ожидают, что в результате слияния появится компания под названием Glencore Xstrata International стоимостью $90 млрд.

## Деятельность
Xstrata производит цинк, медь и добывает уголь, также занимается разработкой месторождений меди, цинка, золота, серебра и свинца. Добыча ведётся в таких странах, как Чили, Австралия, Аргентина, Колумбия, Германия, Перу, ЮАР, Испания, Великобритания и др. Компании принадлежит 19,8 % акций канадской горнодобывающей компании Falconbridge; в мае 2006 Xstrata сделала акционерам Falconbridge предложение о её покупке за сумму $14,6 млрд.
Выручка компании в I полугодии 2006 года — $5,1 млрд, чистая прибыль — $1,9 млрд.